# شهرام دبیری اسکویی
شهرام دبیری اسکویی (زادهٔ ۲۱ اردیبهشت ۱۳۳۹ اسکو) پزشک و سیاستمدار ایرانی است که از سال ۱۴۰۳ تا ۱۴۰۴ به‌عنوان‌ معاون امور مجلس رئیس‌جمهور فعالیت می‌کرد. وی پیش‌تر رئیس دوره چهارم و ششم شورای شهر تبریز بود. او همچنین مدیر و مؤسس باشگاه فرهنگی ورزشی دبیری تبریز و بیمارستان ولیعصر تبریز است.
در خرداد ۱۳۹۹ دبیری به اتهام فساد مالی در مقام عضو شورای شهر تبریز از سوی اطلاعات سپاه بازداشت شد. سپس گزارش شد که او از این اتهام تبرئه و صلاحیتش برای دوره ششم انتخابات شوراها تأیید شده است. او در فروردین ۱۴۰۴ پس از سفر جنجال‌برانگیزش به قطب جنوب، با حکم مسعود پزشکیان از سمت خود به‌عنوان معاون امور مجلس رئیس‌جمهور برکنار شد.

## فعالیت‌های علمی
پدر شهرام دبیری، عضو ارتش بوده و مادرش نیز بازنشسته آموزش و پرورش است. دبیری، دوره ابتدایی را در مدرسه رشدیه تبریز و دوران دبیرستان را در دبیرستان فردوسی تبریز سپری کرد.
شهرام دبیری پس از اخذ دکترای پزشکی از دانشگاه تبریز، به عنوان یکی از اولین دانشجویان کشور، دوره تخصصی پزشکی هسته‌ای را در دانشگاه تهران طی کرد و سپس برای طی دوره تکمیلی راهی کشور ژاپن شد. در سال ۱۹۹۱ نیز برای دوره تخصصی محافظت در برابر پرتوهای هسته‌ای از طرف سازمان انرژی اتمی ایران به کشور شوروی سابق اعزام می‌شود.
دکتر شهرام دبیری از سال ۱۳۶۸ به عنوان استادیار به عضویت هیئت علمی دانشگاه علوم پزشکی تبریز درآمد. وی در حال حاضر دارای عنوان استاد تمام دانشگاه علوم پزشکی تبریز و مدیر گروه پزشکی هسته‌ای این دانشگاه است. از دبیری به عنوان بنیان‌گذار گروه پزشکی هسته‌ای دانشگاه علوم پزشکی تبریز یاد می‌شود. او عضو هیئت مدیره سازمان نظام پزشکی تبریز، نیز هست. دبیری رئیس «شرکت پزشکان ولیعصر تبریز» بوده و همچنین ایده پرداز، مؤسس اولیه و سهام‌دار اصلی بیمارستان ولیعصر تبریز است.

## فعالیت‌های ورزشی
وی در دوران تحصیل در دانشگاه تبریز، هم‌زمان در چندین رشته ورزشی از جمله دوومیدانی، شنا، کشتی، تنیس روی میز، بسکتبال، والیبال، تنیس و مخصوصاً فوتبال و فوتسال فعالیت داشته و با تیم‌های دانشگاهی در مسابقات کشوری حضور داشته است.
باشگاه فوتسال دبیری تبریز در سال ۱۳۷۷ توسط وی تأسیس شد. دبیری در سال ۱۳۷۹ مدرک مربیگری بین‌المللی فوتسال را اخذ کرد و مدرک مربیگری فوتبال را نیز با درجه A کنفدراسیون فوتبال آسیا در سال ۱۳۸۱ کسب نمود. او در تیم‌های فوتبال و فوتسال دبیری سابقه سرمربیگری داشته و باشگاه فوتسال دبیری تبریز با مربیگری او از لیگ دسته یک به لیگ برتر صعود کرد. او در سال ۱۳۷۹، اولین مدرسه فوتبال خصوصی و دائمی کشور را در تبریز تأسیس کرد. دبیری همچنین سه سال مسئولیت مدیریت باشگاه فوتبال ماشین‌سازی تبریز را قبول کرد. بعد از انصراف شرکت ماشین‌سازی از تیمداری، تیم فوتبال این باشگاه در آستانه انحلال بود که دبیری مسئولیت این تیم را قبول کرد و این تیم با نام «ماشین‌سازی دبیری» سه سال در رقابت‌های لیگ دسته دو و دسته یک کشور حضور داشت.
افزون بر این دبیری، ریاست هیئت تنیس استان آذربایجان شرقی را نیز بر عهده دارد.

## فعالیت‌های سیاسی
دبیری در انتخابات دوره سوم شورای شهر، با کسب ۶۳ هزار و ۳۴۲ رأی به عنوان نفر اول به شورای شهر راه یافت. در دوره چهارم نیز با کسب ۱۰۵ هزار و ۱۵۷ رأی به عنوان نفر نخست به این شورا راه پیدا کرد. او همچنین از سال ۱۳۹۲ تا سال ۱۳۹۶ از سوی اعضای شورای شهر تبریز، به عنوان رئیس این شورا برگزیده شد. در دوره پنجم نیز به عنوان نفر نخست به این شورا راه پیدا کرد. او در ۱۳ خرداد ۱۳۹۹ با اتهامات مالی بازداشت شد. در نهایت او از این اتهامات مبری شد و در دوره ششم تأیید صلاحیت شد و با کسب ۲۱ هزار و ۸۸۱ رأی به عنوان نفر ششم به این شورا راه پیدا کرد. وی در دوره عضویت در شورا، رئیس شورای استان آذربایجان شرقی و نماینده این استان در شورای عالی استان‌ها بود. وی به عنوان اولین دبیرکل حزب رفاه و سلامت آذربایجان شرقی انتخاب شده است.
مسعود پزشکیان، رئیس‌جمهور وقت، در ۱۴ مرداد ۱۴۰۳، دبیری را به سمت معاون امور مجلس رئیس‌جمهور ایران منصوب کرد.
در پی شکایت باشگاه پرسپولیس از علیرضا بیرانوند به دلیل فسخ یکطرفه و عقد قرارداد غیرقانونی با باشگاه تراکتورسازی تبریز، برخی کانال‌های مجازی با افشای نقش فردی با نام «ش. د» خبر دادند این فرد که یکی از مدیران بلندپایه دولتی محسوب می‌شود،با فشار بر مهدی تاج خواستار خودداری از ابلاغ و اجرای حکم محرومیت بیرانوند شده است. طبق اعلام این کانال‌های مجازی این مدیر قبلاً سابقه عضویت در هیئت رئیسه فدراسیون فوتبال را داشته است.

## حواشی
در نوروز ۱۴۰۴، خبری مبنی بر سفر شهرام دبیری و همسرش به قطب جنوب در رسانه‌ها منتشر شد. این خبر انتقادات گسترده‌ای را متوجه دولت مسعود پزشکیان کرد. روز ۶ فروردین، خبرگزاری رسمی ایرنا به نقل از یک عضو دفتر معاون پارلمانی این خبر را تکذیب کرد و عکسهای منتشر شده را مربوط به گذشته دانست. در نهایت، روز ۱۶ فروردین، پزشکیان در نامه‌ای دبیری را از سمت خود برکنار کرد.